# Institución

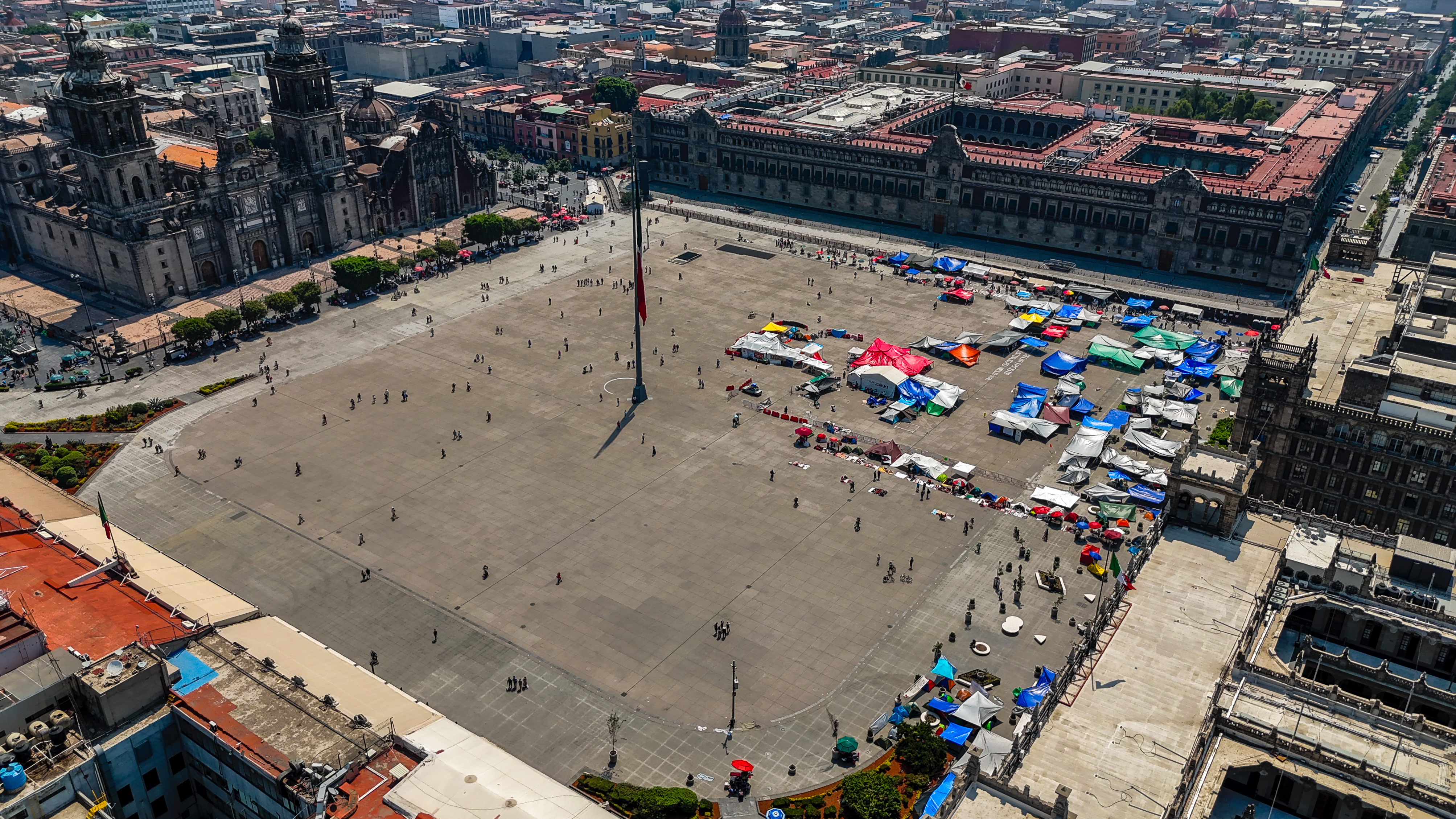
En torno al Zócalo se sitúan las principales instituciones mexicanas: la la Catedral y el Palacio Nacional (templo y palacio fueron las instituciones que protagonizaron la historia de las civilizaciones desde la Antigüedad), además de instituciones de ámbito local (el Gobierno municipal) e instituciones económicas (Viejo Portal de Mercaderes y la propia explanada, que tiene esa y otras funciones que exigen gran concurrencia de personas).

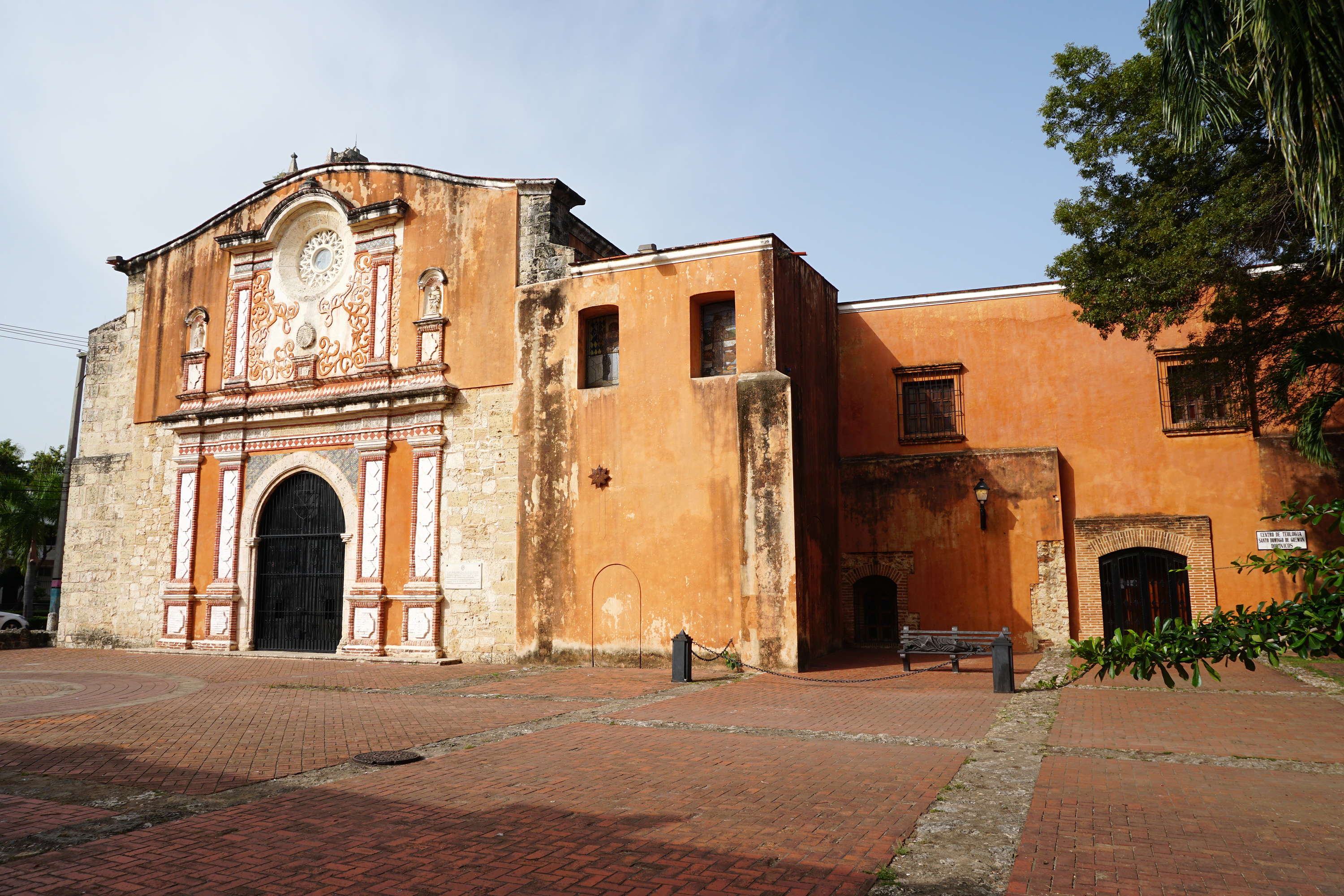
Iglesia, convento y Estudio General de los dominicos en Santo Domingo. La vinculación de ciertas órdenes religiosas a la enseñanza hizo que por todo el mundo se fundaran instituciones semejantes, tanto para la enseñanza superior (los colegios mayores o universitarios de Bolonia, La Sorbona, Oxford, Cambridge, Salamanca, Valladolid, Alcalá, Coimbra, etc.) como para lo que actualmente se denomina enseñanza media (notablemente la relación entre las iglesias, las casas profesas y los colegios de la Compañía de Jesús).

Una institución es una organización establecida o fundada para desempeñar una función de interés público, a cuyos fines se regula por un conjunto de normas y agrupa a un conjunto de personas. Es una de las principales categorías de la antropología, puesto que es esencial y propia de la cultura humana, a diferencia de las culturas animales, que carecen de ellas.

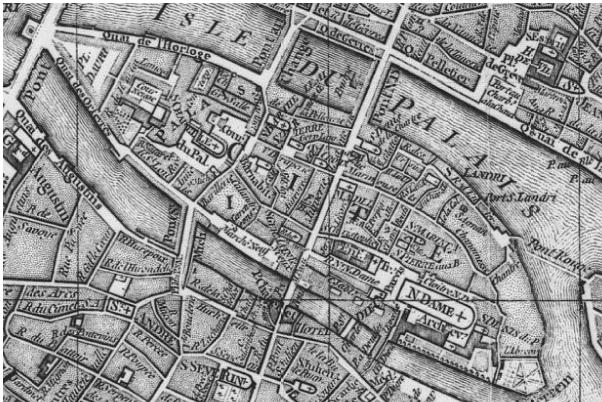
En el plano de París de 1771 destacan, a ambos lados de la isla de la Cité (núcleo original de la ciudad y el reino de Francia) las sedes de dos de las instituciones dominantes en el Antiguo Régimen: la Catedral de Notre-Dame y La Conciergerie (ubicación inicial del palacio real, convertida en prisión cuando el palacio se trasladó al Louvre, el Palais-Royal y las Tullerías). Al norte del río, el Hôtel de Ville ("casa de la villa" o ayuntamiento), que en 1789 se convirtió en institución revolucionaria.

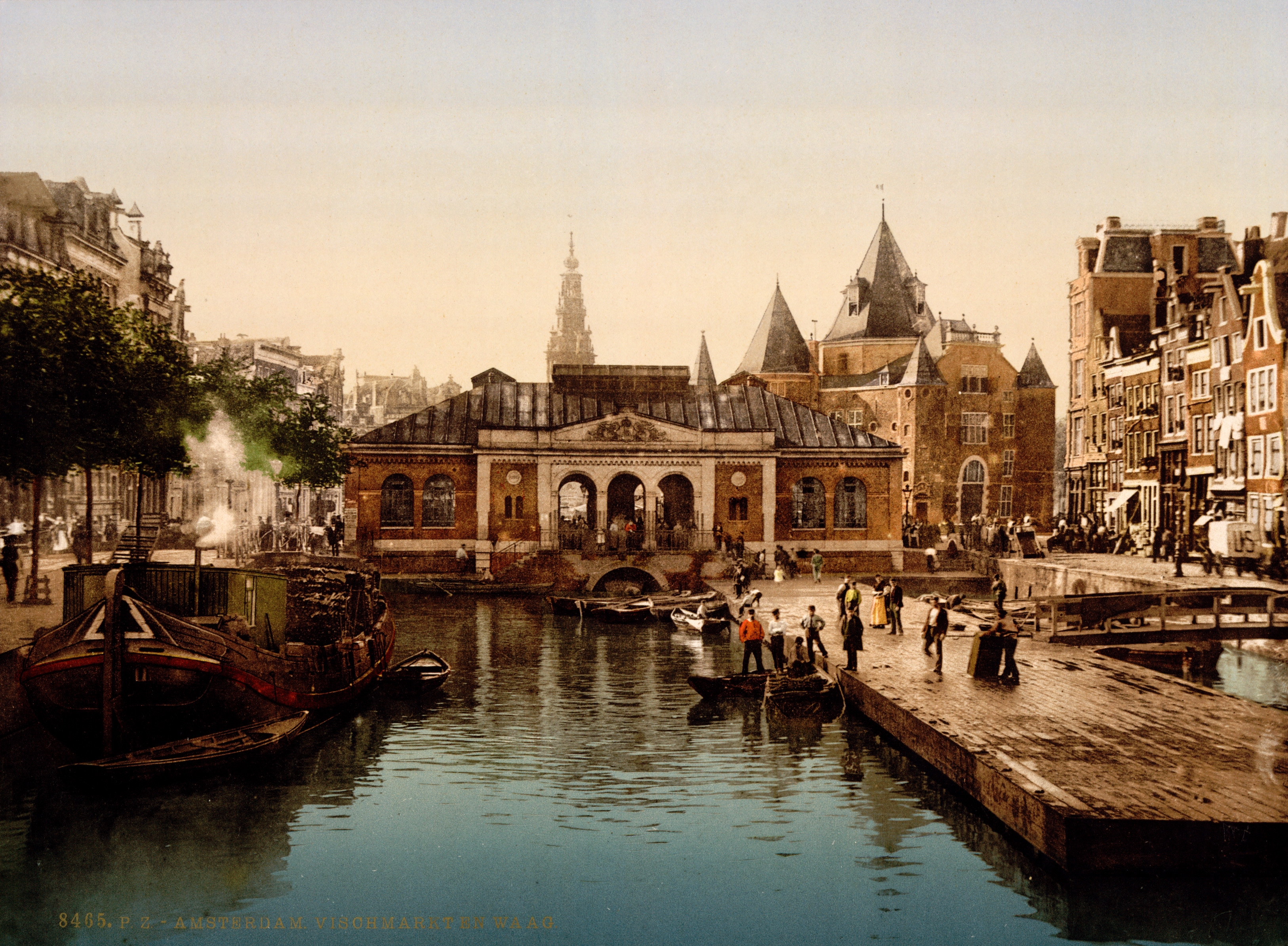
El mercado de pescado y el Waag ("casa del peso") de Ámsterdam en el.

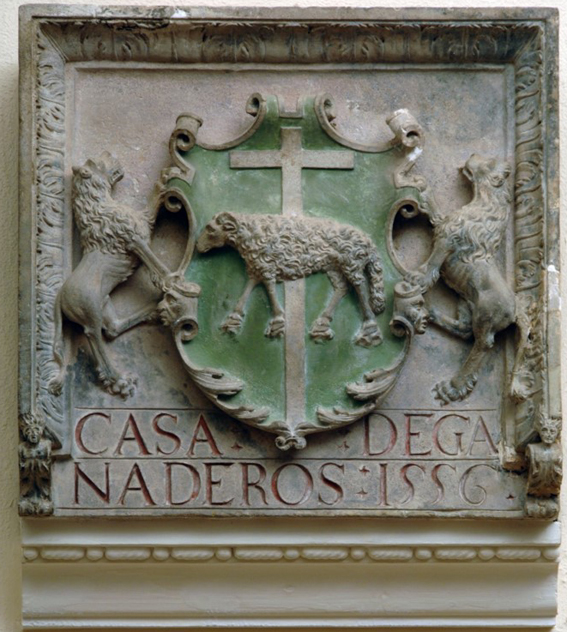
Emblema de la Casa de Ganaderos de Zaragoza. Aunque en él aparece la fecha de 1556, existe documentación que remonta al la existencia de una cofradía de funciones semejantes.

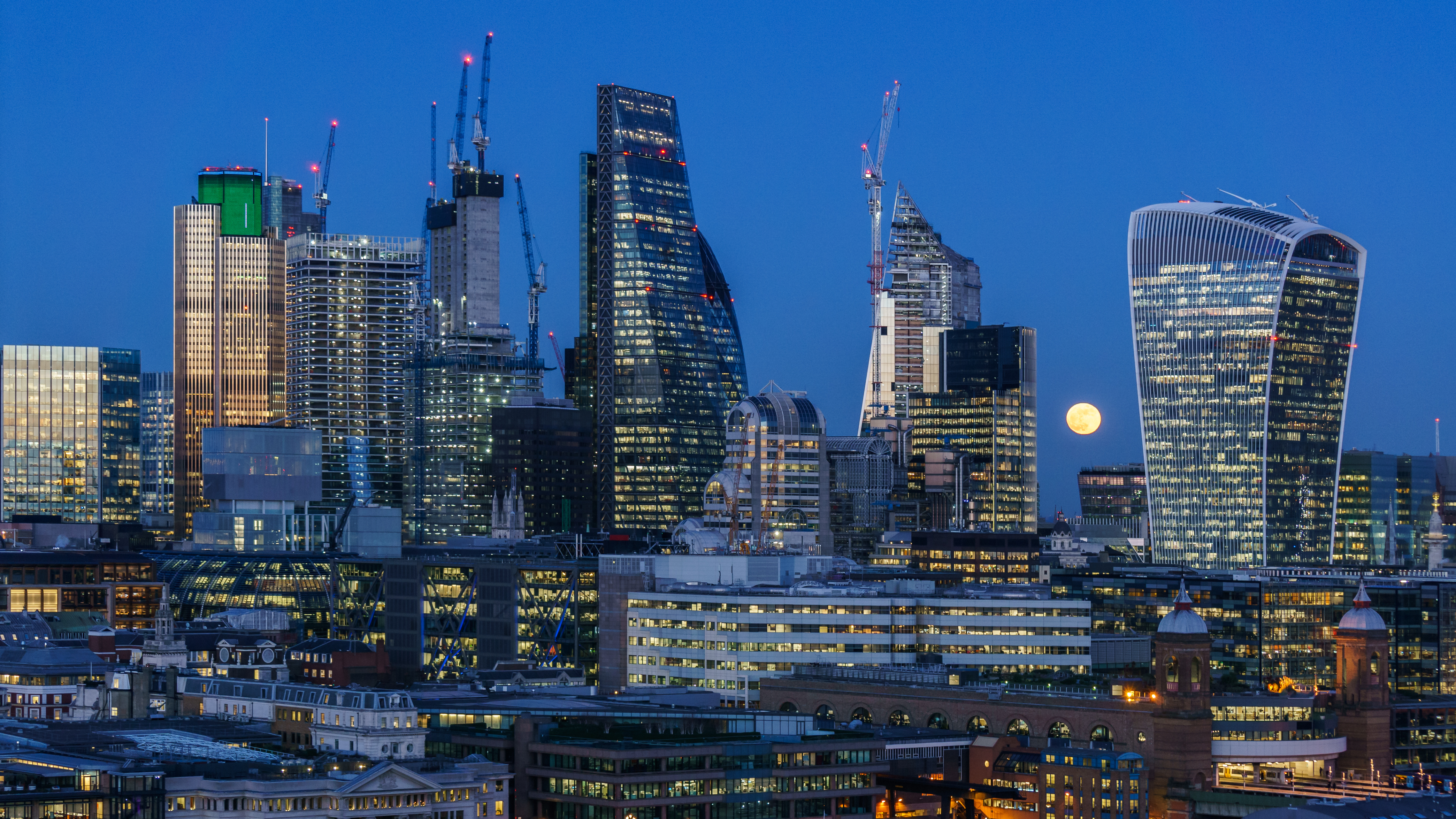
La city de Londres, una de las mayores acumulaciones de sedes de instituciones de todo tipo, especialmente financieras.

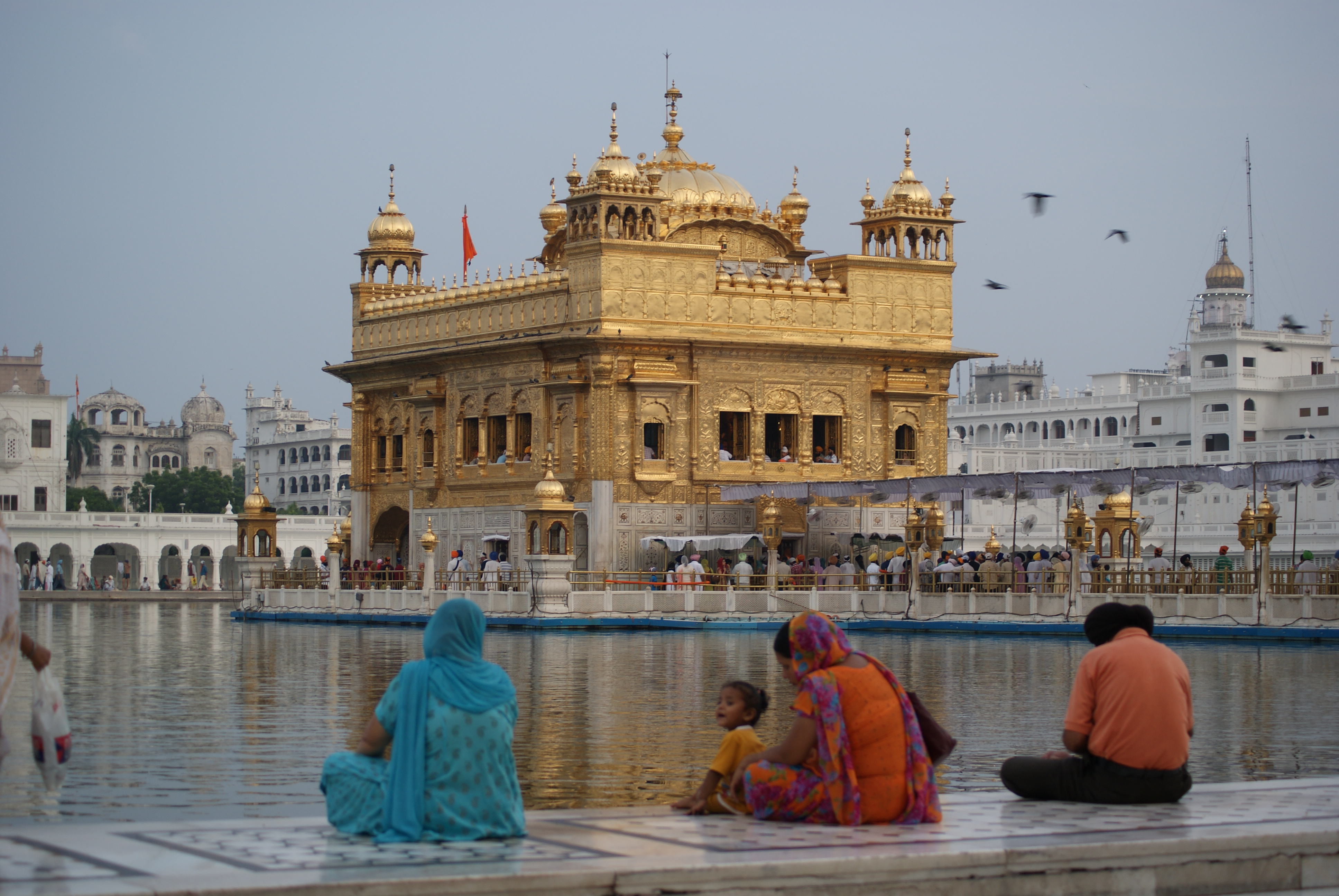
El Templo Dorado de Amritsar (India), el más importante de la religión sij.

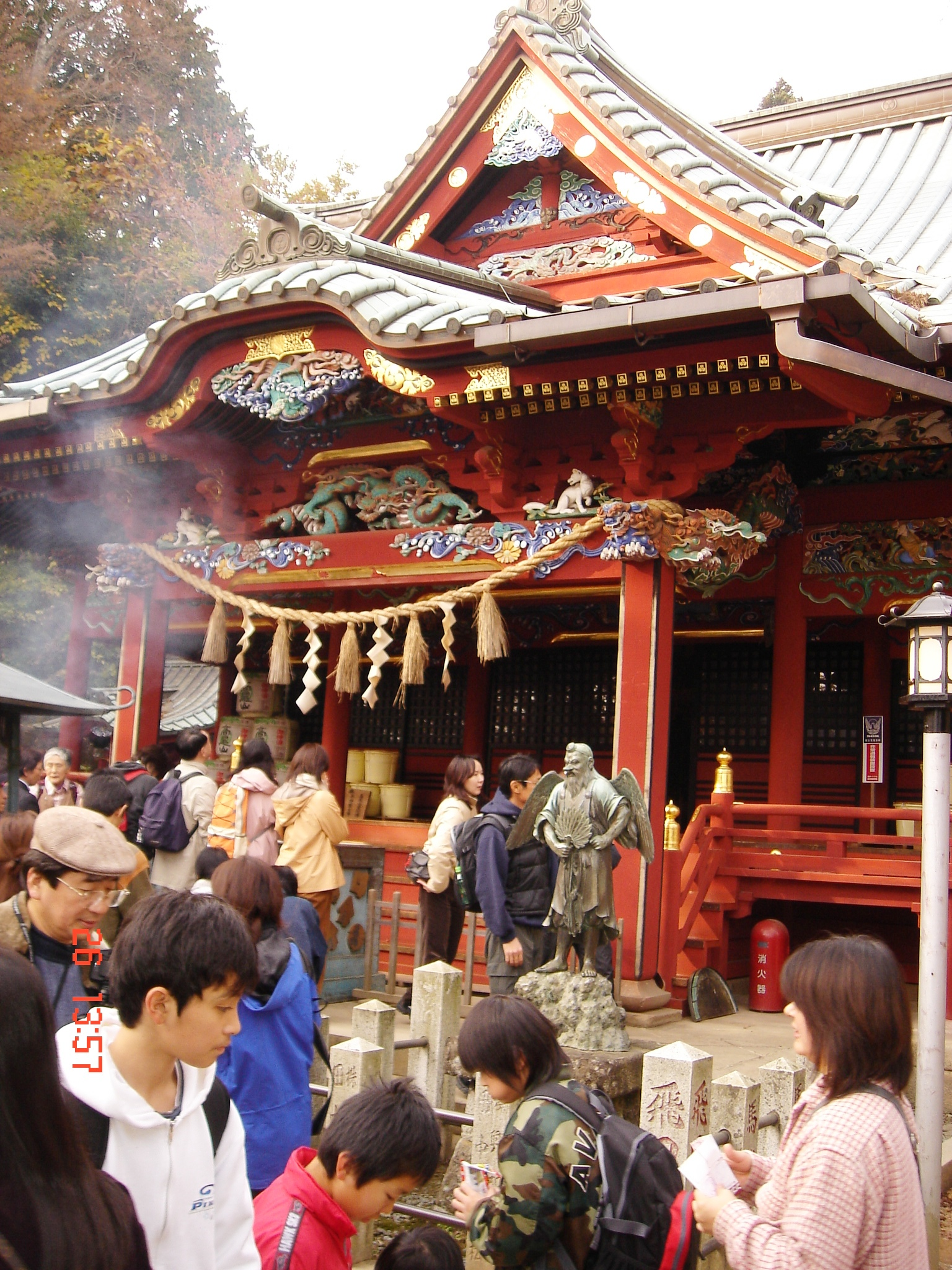
Templo en el Japón actual. Los templos sintoistas como este se denominan con la palabra jinja y los budistas con la palabra tera.

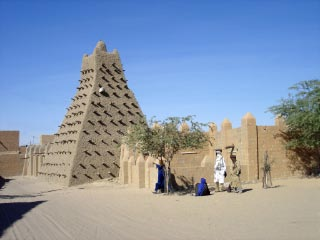
Mezquita y madrasa de Sankoré, Tombuctú. En la civilización musulmana, estas instituciones tienen tanto función religiosa (mezquita) como educativa (madrasa), además de judicial (caíd), sanitaria (dar al-shifa, darüşşifa o bimaristan), etc.

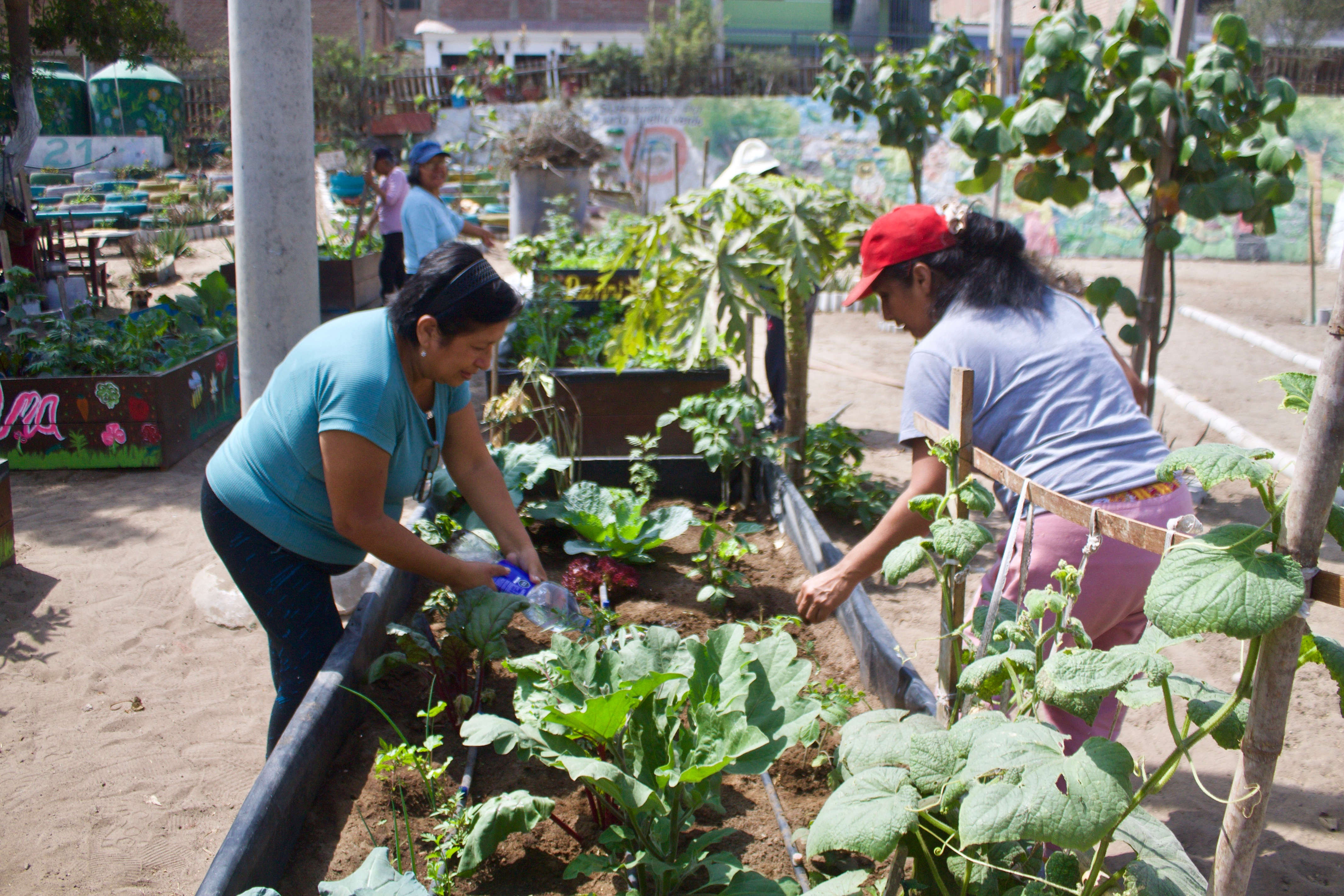
Biohuerto Ayllu en el Perú actual. Lleva el nombre de una institución precolombina.

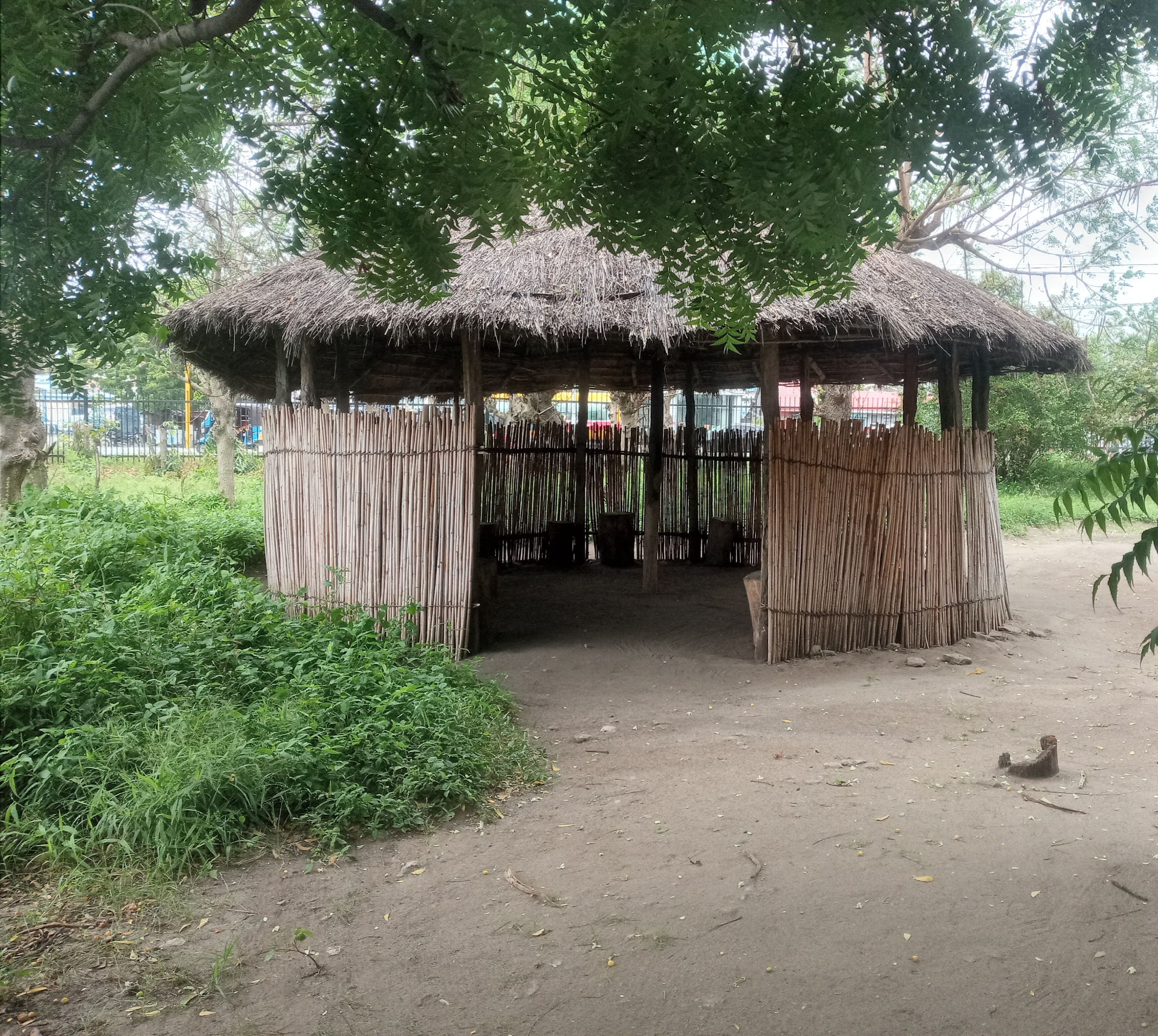
Lugar tradicional de reunión en una aldea de Tanzania. En otras culturas africanas (los dogon de Mali) existe la institución denominada toguna o "casa de la palabra".

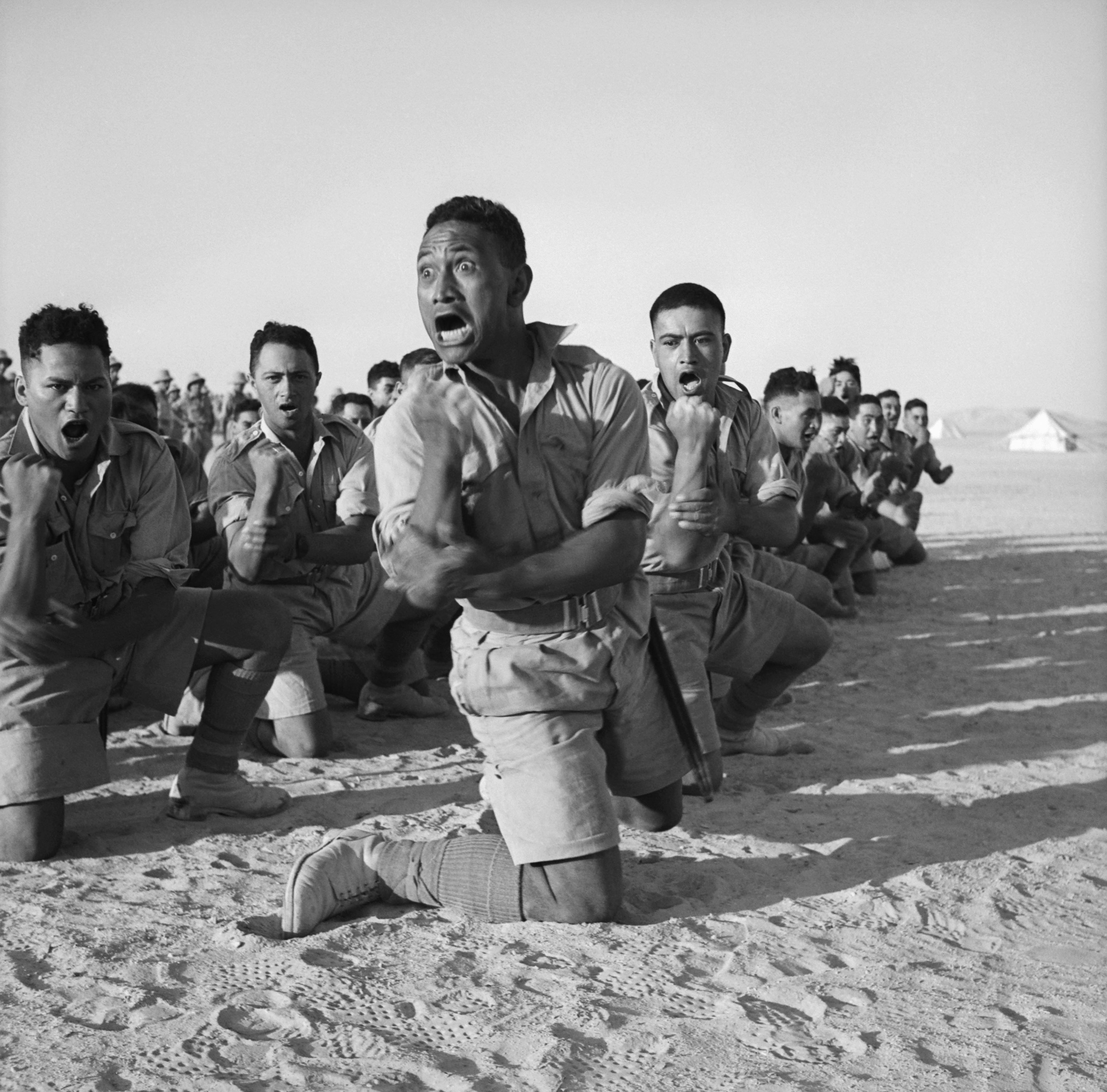
El batallón maorí realizando un haka durante la Segunda Guerra Mundial. La ceremonia se utiliza actualmente en las instituciones deportivas neozelandesas.

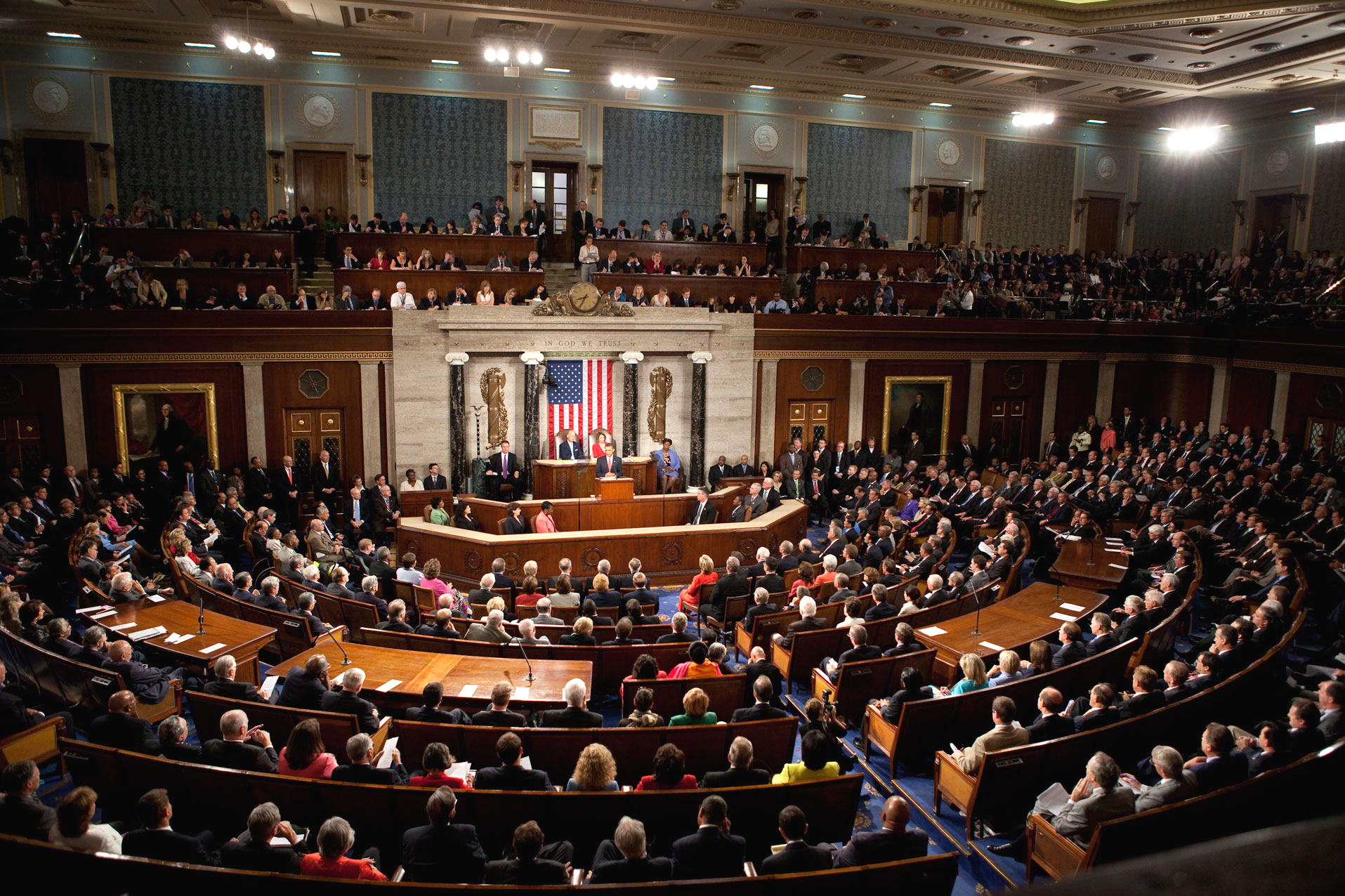
El Presidente de los Estados Unidos dirigiéndose al Congreso (instituciones políticas que ejercen los poderes ejecutivo y legislativo de ese país).

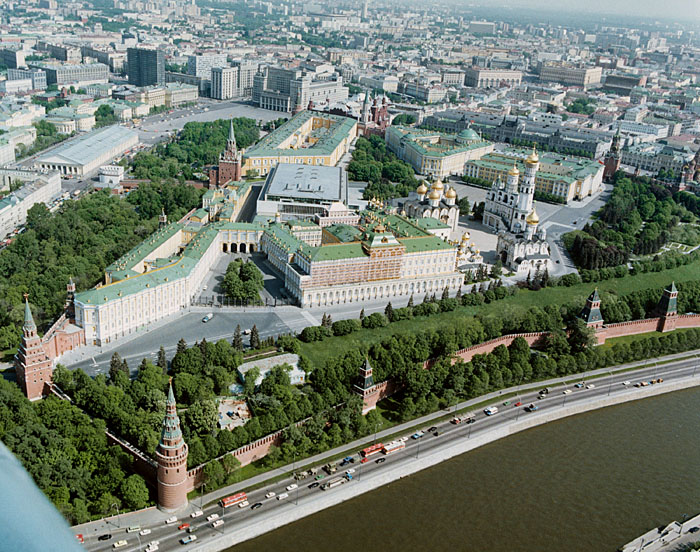
El Kremlin es el lugar donde históricamente ha residido la principal institución política de Rusia.

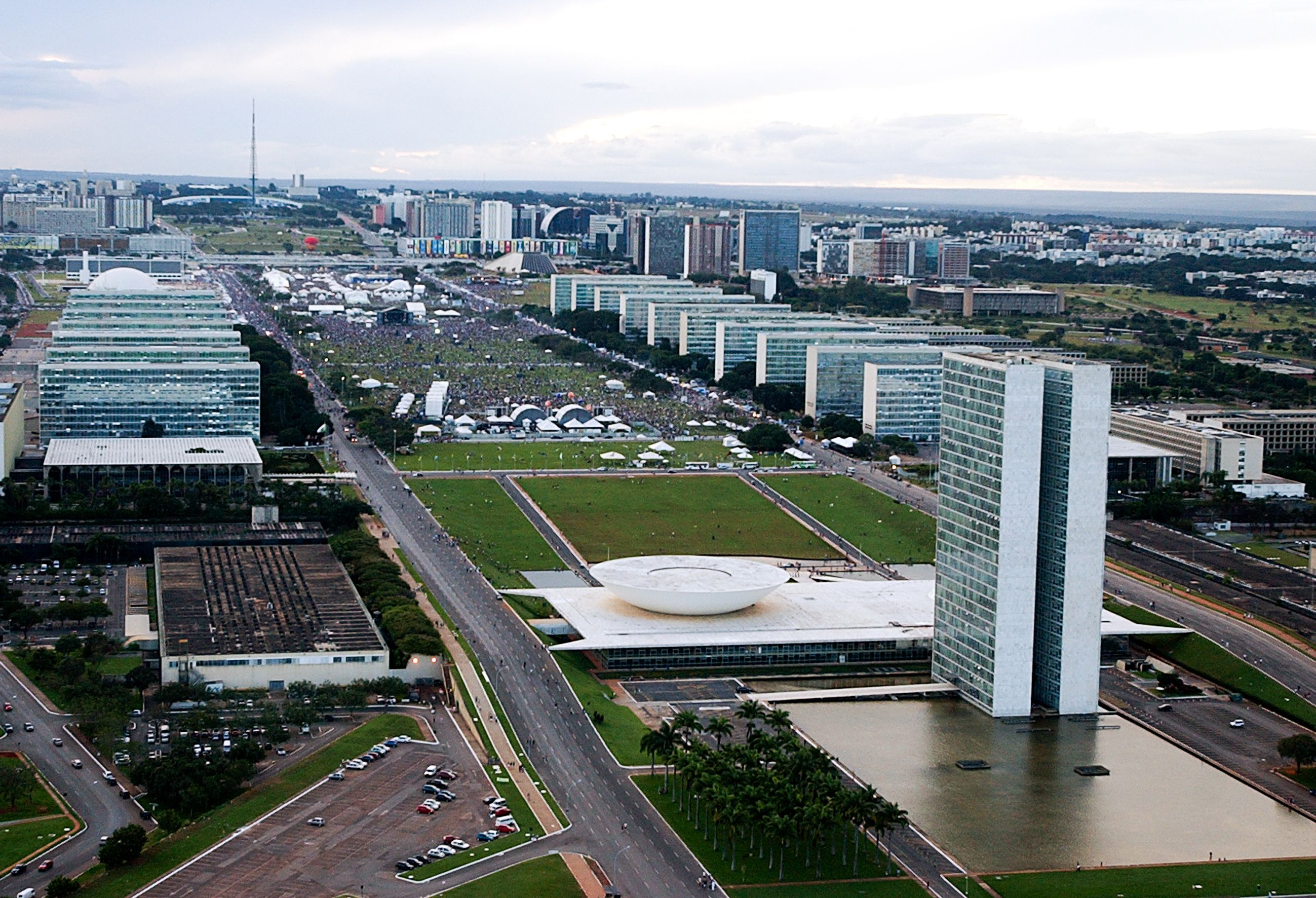
Congreso Nacional de Brasil y explanada de los ministerios, Brasilia (una capital diseñada ex novo para acoger las principales instituciones del país).

Instituciones son tanto las principales agrupaciones que vertebran la vida social como cualquier otra asociación o corporación, pública o privada, tradicional o innovadora, creada para desempeñar determinada labor económica, política, social, educativa, cultural, científica, etc.: familia (y cualquier otra institución social), Estado (y cualquier otra institución política), iglesia (y cualquier otra institución religiosa), ejército (y cualquier otra institución militar), mercado (y cualquier otra institución económica), escuela (y cualquier otra institución educativa), prisión (y cualquier otra institución penitenciaria), hospital (y cualquier otra institución sanitaria), museo (y cualquier otra institución cultural), partido político, club deportivo, periódico, sindicato, empresa, ONG, etc.
En la medida en que las instituciones tienen derechos y obligaciones, adquieren personalidad jurídica, están sometidas al Derecho y son por tanto personas jurídicas.

## Definiciones
Existen diversas definiciones del término "institución". Estas definiciones conllevan distintos niveles de formalidad y complejidad organizativa. Las definiciones más amplias pueden incluir prácticas informales pero regularizadas, como los apretones de manos, mientras que las definiciones más restringidas sólo pueden incluir instituciones que estén muy formalizadas (por ejemplo, que tengan leyes específicas, normas y estructuras organizativas complejas).
Una definición muy sintética, que expresa su concepción individualista de la sociedad y la historia, es la de Ralph Waldo Emerson (1841):

Una institución es la sombra alargada de un individuo.

Desde la sociología y la ciencia política las instituciones son, en el sentido más general, «bloques de construcción del orden social: representan expectativas sancionadas socialmente, es decir, impuestas colectivamente con respecto al comportamiento de categorías específicas de actores o a la realización de ciertas actividades. Normalmente, implican derechos y obligaciones mutuamente relacionados para los actores». Los sociólogos y antropólogos tienen definiciones amplias de las instituciones que incluyen las instituciones informales. Los politólogos han definido a veces las instituciones de manera más formal, en las que terceras partes deben hacer cumplir de manera fiable y predecible las normas que rigen las transacciones de la primera y la segunda parte.
Desde la teoría de la elección racional se definen las instituciones como algo que implica «un conjunto de reglas que estructuran las interacciones sociales de formas particulares», añadiendo que «el conocimiento de estas reglas debe ser compartido por los miembros de la comunidad o sociedad relevante». Tales definiciones excluyen las idiosincrasias y convenciones puramente privadas.
Douglass North sostiene que las instituciones son «restricciones ideadas por los seres humanos que dan forma a la interacción». Según North, son determinantes críticos del rendimiento económico, ya que tienen profundos efectos sobre los costes de intercambio y producción. Subraya que pequeños rasgos históricos y culturales pueden cambiar drásticamente la naturaleza de una institución. Otros economistas coinciden con el análisis presentado por North: las instituciones desempeñan un papel crucial en la trayectoria del crecimiento económico porque las instituciones económicas configuran las oportunidades y las limitaciones de la inversión. Los incentivos económicos también influyen en el comportamiento político, ya que ciertos grupos reciben más ventajas de los resultados económicos que otros, lo que les permite hacerse con el control político. También detallan las relaciones entre instituciones, capital humano y desarrollo económico. Sostienen que las instituciones establecen un terreno de juego equitativo para la competencia, lo que convierte a la fortaleza institucional en un factor clave del crecimiento económico.  Otros autores afirman que la fortaleza institucional depende de dos factores: la estabilidad y el cumplimiento. Una institución inestable y no reforzada es aquella en la que se ignoran las normas débiles y los actores no pueden crear expectativas basadas en su comportamiento. En una institución débil, los actores no pueden depender unos de otros para actuar de acuerdo con las normas, lo que crea barreras para la acción colectiva y la colaboración.

## Características generales
Las instituciones son sistemas de índole social y cooperativa creadas bajo imposiciones legales, que procuran ordenar y normalizar el comportamiento de un grupo de individuos (que puede ser de  toda una sociedad). Las instituciones trascienden las voluntades individuales, al identificarse con la imposición de un propósito considerado como un bien social, es decir, que vendría siendo algo "normal" para ese grupo. Su mecanismo de funcionamiento varía ampliamente en cada caso, aunque se destaca la elaboración de numerosas reglas o normas que suelen ser poco flexibles y amoldables.
Muchas instituciones son organizaciones formalmente establecidas, aunque otras no; ni siquiera tienen por qué corresponderse con un lugar físico, extendiéndose a una  conducta y costumbres consideradas importantes para una sociedad, como las particulares organizaciones formales de gobierno y servicio público, o incluso a hechos sociales contingentes (como el conducir un automóvil por la derecha en unos países y por la izquierda en otros), o al aprecio que se siente por una persona digna, respeto y consideración (tal o cual artista o personaje popular es considerado una institución).
Las instituciones, como los seres humanos, han ido evolucionando a través del tiempo, lo cual ha permitido generar un orden y una estabilidad social, en donde cada miembro del grupo debe apegarse a ciertas normas y reglas, dando origen a la división del trabajo y a la organización de tareas y de roles; pero para que las instituciones se conformen deben reunir ciertas características: «La formación de las instituciones requiere intencionalidad compartida, el lenguaje y otras habilidades cognitivas en gran medida ausentes en otros primates». Es decir, que las instituciones actuales provendrían históricamente de sus estados previos, pudiendo conservar algunas características primigenias, en cuyo caso sería un fenómeno camino-dependiente.
Douglas North menciona que las instituciones son las limitaciones ideadas porque estructuran la interacción política, económica y social. Se componen de dos restricciones informales por ejemplo, los tabúes, costumbres, tradiciones, etc. y las limitaciones formales por ejemplo, las leyes de derechos de propiedad. Las finalidades de las instituciones serían: 1) Crear orden y reducir la incertidumbre, y 2) Proporcionar la estructura de incentivos en una economía de costos de transacción son un elemento crítico de los resultados económicos, y las instituciones -junto con la eficacia de la aplicación y la tecnología- determinan los costos de transacción. Cada desarrollo económico consiste en aumentar la especialización, la división del trabajo y la tecnología de forma continua más productivo.
Como estructuras y mecanismos de orden social, las instituciones son uno de los principales objetos de estudio en las ciencias sociales, como la antropología, la sociología, la ciencia política, la economía y la administración de empresas entre otras. Las instituciones son también un tema de estudio central para el derecho, el régimen formal para la elaboración e implantación de reglas.

## Etimología
El término "institución", del latín institutio, de in, que implica penetración; statuere, estacionar, colocar, y el sufijo -ción, que implica acción o efecto, comparte raíz etimológica con instituto, instrucción, instructor e institutriz.

## Ubicación
La ubicación física en un lugar, a menudo en un edificio (otras veces en una plaza pública); y el uso de un equipamiento (mobiliario, instrumentos) y de documentos (a menudo recopilados en un archivo para su gestión y conservación), suele ser indisociable con una institución, y constituye su expresión material. También son características las transformaciones que el paso del tiempo somete a tales edificios, equipamiento y documentos (sobre todo si no se realiza un adecuado mantenimiento); especialmente graves si se deben a sucesos destructivos, como incendios, inundaciones, robos o hechos de guerra; pero también acometidos voluntariamente, como mejoras, modernizaciones, engrandecimientos (construcciones anejas) y modificaciones más o menos radicales; en caso extremo, reconstrucciones y traslados.

## Instituciones jurídicas
Institutiones o Institutas son un conjunto de libros destinados a la enseñanza introductoria del Derecho romano.
Las instituciones son creaciones del obrar humano colectivo que, con carácter de permanencia, procuran satisfacer necesidades sociales éticas. Dentro de estas encontramos las instituciones jurídicas que son creadas en el mundo del derecho bajo normas coactivas y buscan un ideal de justicia. Al lado de las normas jurídicas aparecen las instituciones que son comportamientos que el Derecho regula, y que son básicas para que la convivencia se desenvuelva de acuerdo con unos determinados moldes de vida. A estos comportamientos, que son básicos para el desarrollo de la convivencia, se los denomina instituciones, por ejemplo: el matrimonio, la familia, el contrato, la propiedad. Algún autor se apoya en la significación idiomática como algo que alcanza la firmeza de lo fundamental y considera como institución jurídica las formas básicas. Otro sector de la doctrina[cita requerida] considera que las relaciones jurídicas presentan, a veces, grandes analogías por referirse a una misma materia (usufructuario y nudo propietario, acreedor y deudor, tutor y pupilo, etc.) La doctrina considera así, que el conjunto de normas jurídicas referentes a una clase determinada de relaciones jurídicas constituyen la denominada Institución jurídica. Desde el punto de vista de la exposición científica de un conjunto normativo, el concepto de institución, así entendido, tiene gran valor sistemático, pues permite la ordenación de las materias afines formando las instituciones de ese sistema jurídico.
Hay extensa bibliografía sobre las instituciones jurídicas españolas en el Nuevo Mundo y otras instituciones de derecho público en el Derecho indiano que son fundamentales para la fundamentación teórica y práctica del institucionalismo y de las instituciones en Hispanoamérica.

## Instituciones políticas
Las instituciones políticas son las que se refieren a la sociedad política y que regulan la estructura y órganos del gobierno del Estado. Según el criterio presentado por la Unesco en 1948,[cita requerida] referente a los puntos de vista de los demás objetos de estudio de la ciencia política, las instituciones políticas tienen relación con los conceptos de Constitución, gobierno federal, gobierno regional y gobierno local (instituciones municipales o ayuntamientos).
Se componen de distintas instituciones cada una de las ramas del gobierno o poderes del Estado cuya demarcación es propia de la separación de poderes: poder ejecutivo (gobierno, ministerio, secretaría de Estado, departamento ministerial, policía, embajadas, etc.), poder legislativo (parlamento, cámara legislativa, cámara de representantes, cámara alta, cámara baja, congreso, senado, etc.) y poder judicial (tribunal de justicia, fiscalía, abogacía, notaría, etc.)
Además, son instituciones del ámbito político las organizaciones políticas (clubes políticos, partidos políticos y todas las formaciones políticas asociadas -coaliciones electorales, grupos parlamentarios, grupos técnicos, caucus-, comités, asambleas, consejos, comisiones, sóviets, grupos de interés o grupos de presión -lobby-, think tanks, fundaciones políticas, foros políticos -como la Trilateral, el grupo Bilderberg o el foro de Davos-, etc.)
También tienen funciones políticas instituciones cuya principal función es del ámbito económico y social, como los sindicatos y las organizaciones empresariales.

### Instituciones legislativas
También llamadas instituciones mecanismos; consisten en componentes ideales de una entidad, como por ejemplo un Reglamento, Código, o una Constitución. Todas ellas, con el carácter de permanentes, pues, siguen existiendo a pesar de que algunas o todas las voluntades creadoras de estas entidades hayan fallecido.[cita requerida]

## Instituciones económicas
Es un concepto de la ciencia económica, definido por la escuela denominada justamente institucionalismo económico y tal como la entiende esta teoría (una versión elaborada desde el liberalismo), como la forma en que se relacionan las personas en su tendencia natural a, mediante la búsqueda del mero interés individual (interés propio ilustrado, egoísmo racional), obtener como consecuencia el mayor beneficio para el grupo social.
Instituciones económicas serían las normas, usos y costumbres que rigen las relaciones sociales y económicas entre los miembros del grupo. El beneficio de una institución aumenta con la eficiencia que ésta genera en la economía y con la reducción de sus costes de transacción y de costes de información; lo que estará en relación directa con la experiencia que acumulen los agentes económicos y con la transparencia y sencillez de las reglas del sistema; y en relación inversa con el número de individuos que las ejecutan.

## Instituciones científicas
Instituciones científicas o de investigación son las instituciones dedicadas a la ciencia y la investigación científica. Están muy vinculadas a las instituciones educativas y a los ámbitos político y económico. Aunque es habitual identificarlas con las ciencias físico-naturales, desde su origen también están ligadas a las ciencias sociales o humanas. Para algunas de ellas, o en ciertos contextos, se utilizan expresiones tales como infraestructuras científicas o instalaciones científicas.

## Historia de las instituciones
La historia de las instituciones es la especialidad historiográfica cuyo objeto son las instituciones. Especialmente son objeto de esta especialidad las instituciones políticas, que de hecho permiten periodizar la historia (historia política). La principal de todas, el Estado, puede verse desde sus orígenes con el establecimiento del templo y el palacio en las primeras ciudades estado en Sumeria hacia el milenio IV a. C. (que es cuando aparecen los primeros documentos escritos, y con ellos la historia), los primeros reinos expandidos en imperios (los del Próximo Oriente antiguo -egipcio, acadio, hitita, babilónico, asirio, persa, etc.-, los del Extremo Oriente antiguo -indio, chino, japonés, etc.- y los de la América precolombina), la polis griega arcaica y clásica (y sus instituciones características), la monarquía helenística, la Monarquía, la República y el Imperio romano (y sus instituciones características), los reinos germánicos, las monarquías feudal, autoritaria y absoluta (dentro de la Monarquía Católica o hispánica, sus instituciones características), el Estado liberal, el Estado social, los totalitarismos, etc. También son objeto de la disciplina el resto de las instituciones políticas, tanto las de los poderes distintos al ejecutivo (judiciales -tribunales- o legislativas -parlamentos-) como las de distinto ámbito espacial (locales -ayuntamientos-, regionales, supranacionales, etc.)
Las instituciones de otro tipo más propiamente son el objeto de la historia económica y social: las instituciones sociales (el matrimonio, la familia...), las instituciones económicas (la banca, la empresa...), siendo la mayor parte de ellas mixtas (el mercado, la propiedad, la esclavitud, la villa romana, el castillo, el burgo, el feudo, el señorío, el mayorazgo, el alfoz, la comunidad de villa y tierra, los gremios, las guildas, las hansas, las escuelas monásticas y catedralicias, los estudios generales, la universidad medieval, moderna y contemporánea, las academias, las sociedades científicas, los medios de comunicación de todo tipo -desde la prensa hasta las redes sociales-...) En particular, serían objeto de la historia eclesiástica las instituciones religiosas (la Iglesia entendida como institución de cada una de las confesiones religiosas, el clero y cada una de sus divisiones y organizaciones del clero secular -basílicas, catedrales, colegiatas, arciprestazgos, parroquias, seminarios, etc.- y regular -órdenes religiosas, monásticas y sus monasterios o abadías, conventuales y sus conventos, mendicantes, redentoras, militares y sus encomiendas, prioratos, beaterios, eremitorios, casas de beguinas, etc.-...). Al ser las instituciones grandes productoras de documentación, su historia se justifica fácilmente por la disponibilidad de materia prima para su estudio.
El institucionalismo en historia (no debe confundir con la tendencia homónima en economía) es una escuela historiográfica opuesta al materialismo histórico, al poner el protagonismo de la historia en las instituciones, mientras este lo hace en las clases sociales; también se opondría al providencialismo o a una interpretación individualista de la historia, que definen el sujeto histórico de manera diferente. Entre los historiadores que en España se han dedicado a la historia de las instituciones destaca Luis García de Valdeavellano.